# Mushishi (pel·lícula)
Mushishi (蟲師), també conegut en anglès com Mushi-Shi: The Movie i Bugmaster, és una pel·lícula fantàstica japonesa de 2006 dirigida per Katsuhiro Otomo, basada en el manga del mateix nom. És protagonitzada per Joe Odagiri com a Ginko, un viatger que es dedica a protegir la població de criatures sobrenaturals anomenades Mushi. Otomo va començar a treballar en la pel·lícula el 2005 després de desenvolupar un projecte jidaigeki. Estava interessat a crear una barreja d'acció en directe i animació i va sentir que el manga li donava un vehicle creatiu adequat.
La pel·lícula va debutar al Festival Internacional de Cinema de Venècia el 2006 i es va projectar en diversos altres festivals abans de la seva estrena a les sales el 24 de març de 2007 al Japó. El DVD es va estrenar al Japó el 2007, al Regne Unit el 2008 i a Amèrica del Nord el 2009. La pel·lícula ha rebut una resposta mixta dels crítics de cinema. Molts van elogiar l'actuació d'Odagiri i el seu aspecte visual, però van criticar la trama i la mitologia com a confusa. Mushishi va rebre nominacions i premis a festivals de cinema i va ser una de les 100 pel·lícules més taquilleras del 2007 al Japó.

## Argument
Mushishi s'obre amb Yoki i la seva mare caminant per una muntanya quan un penya-segat s'ensorra de sobte. Això és seguit per una narració no lineal que es mou entre el passat i el present. Una sèrie de salts enrere revelen que només Yoki va sobreviure, que va estar sota la cura de Nui, que és un Mushishi (o Bugmaster), un expert en Mushi, que són criatures sobrenaturals semblants a insectes que són invisibles per a la majoria dels humans. Viu prop d'un estany on hi ha dos tipus de Mushi: un Ginko semblant a un peix que neda a la foscor com un Tokoyami. Com que la Nui va passar massa temps mirant el Ginko, un dels seus ulls i el color dels seus cabells es van veure alterats per l'ombra de Tokoyami. Finalment, la Nui és empassada pel Tokoyami. Quan Yoki intenta ajudar-la, ell també se l'empassa. Només sacrificant un dels seus ulls i els seus records, Yoki podrà sobreviure. Aleshores es canvia el nom per Ginko perquè és l'únic nom que recorda.
En el present, Ginko, per escapar d'una tempesta de neu, troba una fonda del poble. Després de revelar-se com un Mushishi, se li demana que ajudi a diversos locals que pateixen pèrdua auditiva. Després d'ajudar els habitants, l'hostaler li demana a Ginko que miri la seva néta, Maho, que és sorda, té banyes al front i sent sorolls estranys. La mare de Maho tenia els mateixos símptomes i va ser incinerada després de la seva mort. La Maho, però, va mantenir les banyes de la seva mare, que va resultar ser una Mushi disfressada i la causa de la seva malaltia. Ginko cura la noia i després continua el seu viatge.
Ginko rep una carta demanant la seva presència de Tanyu, una dona infectada amb un Mushi que li demana que escrigui sobre Mushi per expulsar-lo. En el camí, coneix en Koro, un Mushishi que intenta capturar un Mushi semblant a l'arc de Sant Martí. Van a la casa de Tanyu, on la seva mainadera, la Tama, diu que una dona de cabell blanc els va parlar dels Tokoyami. Quan Tanyu va intentar escriure sobre això, va patir paràlisi i gangrena. Ginko llavors demana llegir sobre el Tokoyami; mentre ell està llegint, els Tokoyami dels escrits els deixen i tornen a Tanyu, agreujant encara més la seva condició.
Ginko s'enfronta al propi Tokoyami al magatzem d'escrits, mentre la Tama i Koro intenten treure el Tokoyami fent-lo sagnar. El Tanyu recentment curat acompanya la Tama i la Koro al magatzem, on troben un Ginko col·lapsat. Tanyu comença a treure els escrits del cos de Ginko i tornar-los a enganxar als pergamins. Després que Tanyu tregui els escrits, Ginko es desperta i continua amb Koro. La parella troba el Mushi semblant a l'arc de Sant Martí. Després d'això, se separen i Koro torna a la seva ciutat natal per construir ponts. Ginko s'enfronta a una Nui posseïda per Tokoyami i la porta al Riu de la Llum (o Koumyaku), un corrent de Mushi brillant anomenat Kouki, l'origen de la vida de Mushi.

## Repartiment
- Joe Odagiri com a Ginko
- Makiko Esumi com a Nui
- Nao Ōmori com a Koro
- Yū Aoi com a Tanyu
- Lily com a hostaler
- Reisen Lee com a Tama
- Reia Moriyama com a Maho
- Makiko Kuno com la mare de Maho
- Hideyuki Inada com a Yoki
- Baku Numata com el marit de Nui

## Producció
| «                 | ... probablement algunes persones sentiran que la pel·lícula no té un clímax real. Es mou una mica amb calma cap al seu final. Però això també s'assembla molt a les nostres vides com a éssers humans. Si mireu enrere a la vostra vida, potser podeu assenyalar moments que sentiu que van ser un clímax o un punt d'inflexió, però quan realment van passar, no els vau viure de la mateixa manera. La vida avança amb molta calma i gradualment, i jo volia aportar aquesta mateixa sensació a [aquesta pel·lícula]. | » |
| — Katsuhiro Otomo | |   |

El novembre de 2005, Katsuhiro Otomo va anunciar que dirigiria una pel·lícula d'acció real basada en Mushishi, un manga Kodansha de Yuki Urushibara, protagonitzat per Joe Odagiri i Makiko Esumi i que s'estrenaria el 2006. Japan Digital Content Trust planejava recaptar 2,2 milions de dòlars (260 milions de iens) del pressupost previst de la pel·lícula de 8,5 milions de dòlars (1.000 milions de iens).El seu rodatge va durar tres mesos i la producció de la pel·lícula va trigar dos anys.
Inicialment, el productor Satoru Ogura va tenir la idea de fer un jidaigeki en col·laboració amb l'equip que va treballar a Tigre i drac. Otomo no confiava a l'hora de treballar en "un projecte d'aquesta mida", ja que només havia dirigit una pel·lícula d'acció real el 1991, titulada World Apartment Horror. En lloc d'això, va suggerir adaptar Mushishi ja que considerava que seria "una oportunitat per barrejar acció real i gràfics per ordinador, per crear un híbrid entre el natural i el virtual".
Otomo va considerar que el concepte de Mushishi era prou únic com per interessar-lo creativament. Va trobar que la naturalesa episòdica de l'obra era un repte, però va poder crear un guió cohesionat combinant elements de les diferents històries presents al manga. Tot i que va enviar el seu guió a Urushibara perquè la revisés, ella li va donar una completa autonomia creativa. Otomo descriu la pel·lícula com "una mena de faula", i com a tal, va triar l'era Meiji com a escenari perquè considerava que oferia el millor enquadrament per a la història, ja que considerava que les desaparicions sobtades de certs personatges eren també coherent amb la naturalesa d'aquest període històric.

## Alliberament
L'estrena mundial de Mushishi va tenir lloc a la 63a Mostra Internacional de Cinema de Venècia, que va tenir lloc del 30 d'agost al 9 de setembre de 2006. La pel·lícula es va projectar a la secció "Visions" del Festival Internacional de Cinema de Toronto el setembre de 2006 sota el títol de Bugmaster. Més tard es va projectar al gener al Festival de Cinema de Sundance de 2007 a la secció "Spectrum". Es va estrenar als cinemes japonesos el 24 de març de 2007, després del llançament d'una novel·lació de Naoki Tsujii el 23 de febrer, un àlbum de banda sonora d’Avex el 14 de març, i un llibre amb detalls sobre la producció de la pel·lícula per Kodansha el 22 de març. L'octubre del mateix any es va projectar al XL Festival Internacional de Cinema Fantàstic de Catalunya, on va guanyar el premi a la millor banda sonora i als millors efectes especials.
Al Japó, la pel·lícula va ser estrenada en format DVD per Tohokushinsha Film el 26 d'octubre de 2007. Revolver Entertainment la va llicenciar el gener de 2008 i es va publicar en DVD al Regne Unit el 25 de febrer. El setembre de 2008, Funimation va anunciar que havia adquirit la distribució drets de la pel·lícula a Amèrica del Nord. Una versió Blu-ray es va publicar al Japó el 20 de febrer de 2009, mentre que Funimation va llançar la seva versió en DVD el 25 d'agost de 2009, anomenant-la Mushi-Shi: The Movie.

## Recepció
En el seu primer cap de setmana al Japó, Mushishi va ocupar el vuitè lloc a taquilla. En total, va recaptar 4.194.890 dòlars, la qual cosa la converteix en la 81a millor pel·lícula d'una pel·lícula estrenada al Japó el 2007. Va ser nominada al Festival de Venècia en la categoria de millor pel·lícula i al Festival de Sitges en les categories de millor pel·lícula, millors efectes especials i millor banda sonora, guanyant en les dues últimes. A la seva exposició al Festival de Cinema de Sundance, totes les entrades estaven exhaurides i algunes persones la van veure dempeus perquè no van comprar seients reservats.

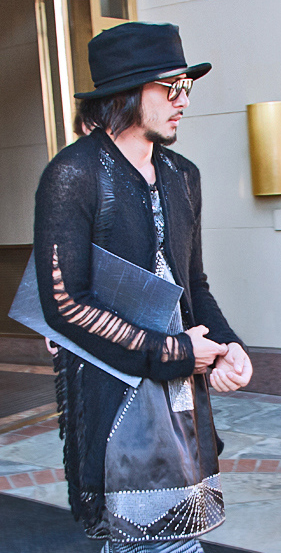
Tot i que la pel·lícula va rebre crítiques diverses, l'actuació d'Odagiri va ser molt elogiada

La resposta crítica va ser mixta. Todd Brown, escrivint per a Twitch Film, va caracteritzar la pel·lícula com a "llarga, lenta, força vianant en el seu estil visual, confús per als novells, [i] massa familiar per als fans existents". Bamboo Dong de Anime News Network va elogiar les seves imatges, però va assenyalar que la pel·lícula podria ser confusa per als espectadors que no estan familiaritzats amb la sèrie de manga i que Ginko "sembla més com un cosplayer". Tony Sullivan, d'Eye for Film, va dir que s'ha "interpretat, rodat i gravat molt bé", però va citar la "manca d'impuls" com a motiu pel qual "la pel·lícula és bastant avorrida". Mark Schilling de The Japan Times va elogiar Odagiri però va criticar la pel·lícula per ser "un text massa enredat i tèrbol perquè els no iniciats puguin penetrar-lo o analitzar-lo fàcilment". L'actuació del repartiment va ser elogiada pel crític de Variety, Derek Elley, que va declarar que les seves "longituds i obscuritats narratives consignen aquest 'Bug' com a sortides altament especialitzades". Sullivan, Schilling, i Elley van criticar la seva banda sonora, especialment l'ús de didgeridoos.
Sally Foster de Film Threat va elogiar les seves imatges i "unes quantes bones escenes esgarrifoses d'estil japonès", però va descriure la història com "incomprensible" a causa de "la sobreabundància" d'informació sobre la seva mitologia. John Sinnott de DVD Talk va afirmar que la pel·lícula no podia assolir la qualitat del manga; va citar la manca d'explicació sobre els antecedents de Ginko com un dels motius. Sinnott va criticar el seu lent ritme tenint en compte la seva durada i va dir que "no hi ha gaire misteri ni suspens". Anthony Enticknap de Den of Geek va dir que la seva trama és "complexa de vegades, i sovint deriva cap als regnes de l'incomprensible". Tot i que va criticar el ritme "per a vianants" de la pel·lícula, Enticknap va elogiar l'actuació d'Omori, així com la fotografia de la pel·lícula i l'ús de CGI. Mentre elogiava l'actuació d'Odagiri i considerava que les imatges de la pel·lícula són un "joc A", Adam Arseneau, de DVD Verdict, va dir que "se sent desarticulada i fragmentada".
Tot i que preferia la versió d'anime, Chris Beveridge de Mania.com va elogiar la pel·lícula com "una pel·lícula relaxant i atmosfèrica que captura tot el que hauria de ser", destacant la direcció d'Otomo i l'actuació d'Odagiri. Scott Green d’Ain't It Cool News va escriure que "no la va trobar tan impressionant com els espectacles d'anime d'Otomo ni tan efectiva com la versió anterior de Mushi-Shi ", però "li va semblar una pel·lícula fascinant per veure i considerar". Joseph Luster d’Otaku USA la va considerar "fantàstica", tot i que va declarar que Mushishi no seria "tan de fort sense ell [Odagiri] en el paper". Kevin Kelly, escrivint per Cinematical.com, la va batejar com "una pel·lícula no apta per a tothom" per la complexitat de la seva història i per "un tipus de mitologia i narració inusual". Kelly va concloure: "si t'agrada el cinema japonès, la narració fantàstica i els personatges interessants, t'encantarà aquesta pel·lícula." De la mateixa manera, Justin Howe de Tor.com va declarar que és "una mica massa inert per als gustos de la majoria de la gent", però va dir "Mushishi és una pel·lícula fantàstica que val la pena veure. És més estranya que terrorífica, sovint inquietant i de vegades bonica."